# 8782 Бахрах
8782 Бахрах (8782 Bakhrakh) — астероїд головного поясу, відкритий 26 жовтня 1976 року.
Тіссеранів параметр щодо Юпітера — 3,476.